# Pseudoscaphiella
Pseudoscaphiella is een monotypisch geslacht van spinnen uit de  familie van de Oonopidae (dwergcelspinnen).

## Soort
- Pseudoscaphiella parasita Simon, 1907